# 南藁科村
南藁科村（みなみわらしなむら）は静岡県の中部、安倍郡に属していた村である。現在の静岡市葵区南西部、藁科川左岸下流域にあたる。

## 地理
- 山：ダイラボウ
- 河川：藁科川

## 歴史

### 村名の由来
藁科川下流南岸に位置したことから。

### 沿革
- 1889年（明治22年）4月1日 - 町村制の施行により、小瀬戸村、飯間村［大部分］、牧ヶ谷村、吉津村が合併して発足。
- 1911年（明治44年） - 藁科川左岸にあった飛地（大字小瀬戸字谷津）を服織村に編入。
- 1955年（昭和30年）6月1日 - 静岡市に編入。同日南藁科村廃止。
- 2005年（平成17年）4月1日 - 静岡市が政令指定都市に移行し、旧村域は葵区となる。